# FC Oberneuland
Der FC Oberneuland ist ein Fußballverein mit knapp 600 Mitgliedern aus dem Bremer Stadtteil Oberneuland. Aushängeschild des Vereins ist die in der Bremen-Liga spielende Fußballmannschaft, die mehrmals am DFB-Pokal-Wettbewerb teilnahm.

## Geschichte
Der Fußball-Club Oberneuland wurde am 13. April 1948 im Lokal Zum Dorfkrug gegründet. 1996 stieg der Verein in die Oberliga Niedersachsen/Bremen auf und gehörte dieser Liga bis 2004 an, als er sich nicht für die neu gegründete Oberliga Nord qualifizieren konnte. Doch da der Verein über gute finanzielle Sponsoren verfügte und im wohlhabendsten Stadtteil Bremens liegt, engagierten sich auch ranghohe Spieler von Werder Bremen, und so gelang nach zwei Jahren in der Verbandsliga Bremen 2006 der Aufstieg.
Obwohl sich die Oberneulander in der Saison 2007/08 als Tabellenneunter sportlich nicht qualifizieren konnten, wurden sie als Bremer Vertreter für die Relegation nominiert, da der FC Bremerhaven keine Lizenz für die Regionalliga erhielt. In Spielen gegen MTV Gifhorn, VfB Oldenburg, VfL Oldenburg und SC Victoria Hamburg konnte sich der FCO durchsetzen und am 15. Juni 2008 den Aufstieg in die Regionalliga feiern. Nachdem der FCO in der Saison 2008/09 den neunten Tabellenplatz belegt hatte, erreichte er in der Folgesaison nur den 16. Tabellenplatz und war damit sportlich abgestiegen. Da jedoch Hansa Rostock seine zweite Mannschaft in die Oberliga Nordost zurückzog, trat der FCO auch in der Saison 2010/11 in der Regionalliga an. Als 17. stieg der Verein dann in die Bremen-Liga ab, schaffte in der Saison 2011/12 aber den direkten Wiederaufstieg und qualifizierte sich somit für die neue Regionalliga Nord.
Für Schlagzeilen sorgte der FC Oberneuland, als er im Juli 2010 den ehemaligen Bundesliga-Torschützenkönig Aílton unter Vertrag nahm. Aílton konnte allerdings selten die in ihn gesetzten Erwartungen erfüllen und löste seinen Vertrag im Februar 2011 wieder auf. Zuvor war er bereits unentschuldigt dem Trainingslager zur Vorbereitung der Rückrunde ferngeblieben.
Zum Ende der Saison 2012/13 verweigerte der Norddeutsche Fußballverband dem Verein die Regionalliga-Lizenz für die kommende Spielzeit. Bis zum 17. Mai 2013 hätte der FC Oberneuland Zeit gehabt, weitere Unterlagen einzureichen, um doch noch die Lizenz zu erhalten, jedoch wurde am 16. Mai 2013 ein Insolvenzverfahren gegen den FC Oberneuland eröffnet und somit alle Spiele der Bremer aus der Wertung der aktuellen Saison genommen, was den Abstieg zur Folge hatte. Die restlichen drei Ligaspiele wurden nicht mehr ausgetragen. Auf die Teilnahme am Bremer Pokal hatte die Eröffnung des Insolvenzverfahrens keine Auswirkung, so spielte Oberneuland noch am 20. Mai 2013 das Finale im Landespokal gegen die SG Aumund-Vegesack, verlor dieses aber mit 0:4. Somit gelang es der Mannschaft nicht, sich für einen Startplatz im DFB-Pokal in der kommenden Saison zu qualifizieren – dieser wäre mit einer lukrativen Antrittsprämie verbunden gewesen. Einen Tag später bestätigte der Verein, den Spielbetrieb vorläufig eingestellt zu haben. Zur Saison 2013/14 startete Oberneuland in der Landesliga Bremen. Die Saison verlief wenig erfolgreich, so dass der Verein als 16. in die Bezirksliga abstieg. In der folgenden Saison konnte sich der FC Oberneuland die Meisterschaft sichern und spielte somit in der Saison 2015/16 erneut in der Landesliga Bremen, wo man umgehend den Aufstieg in die Bremen-Liga erreichte.
Die Saison 2016/17 beendete der Aufsteiger auf dem sechsten Platz. In den beiden darauf folgenden Spielzeiten wurde der FCO mit jeweils einem Punkt Abstand Vizemeister – 2017/18 hinter dem Brinkumer SV, 2018/19 hinter dem Bremer SV.
Die Saison 2019/20 der Bremen-Liga war geprägt vom Ausbruch der COVID-19-Pandemie. Am 13. März 2020 wurde der Spielbetrieb unterbrochen, zu diesem Zeitpunkt hatte der FC Oberneuland 19 von insgesamt 30 Spielen absolviert. Am 4. Juni 2020 gab der Bremer Fußball-Verband den endgültigen Abbruch der Saison bekannt. Die Abschlusstabelle wurde anhand der Quotenregelung gebildet. Mit durchschnittlich 2,68 Punkten pro Spiel wies der FC Oberneuland die beste Quote der Liga auf vor dem TuS Schwachhausen mit 2,40 Punkten/Spiel und wurde daher zum Meister der Spielzeit 2019/20 erklärt. In der Folge durfte der FC Oberneuland unter Trainer Kristian Arambasic direkt in die Regionalliga Nord aufsteigen, da auf die sonst ausgetragene Aufstiegsrunde verzichtet wurde und der FCO die einzige Mannschaft aus der Bremen-Liga war, die eine Zulassung zur Regionalliga beantragt hatte. Im gleichen Jahr stieg auch die U19 unter dem Trainer Jürgen Damsch in die Junioren-Regionalliga als Meister der Verbandsliga Bremen auf. 
Nach sieben Jahren kehrte der FC Oberneuland in die vierte Liga zurück. Die aufgrund der Aussetzung der Abstiege auf mittlerweile 22 Mannschaften angewachsene Regionalliga Nord 2020/21 wurde in zwei Gruppen (Nord und Süd) aufgeteilt; der FCO wurde in die Südgruppe eingegliedert. Doch auch diese Spielzeit wurde durch die COVID-19-Pandemie massiv beeinträchtigt. Am 2. November 2020, als der FC Oberneuland erst zehn Spiele absolviert hatte, wurde der Spielbetrieb wieder eingestellt und am 19. April 2021 endgültig abgebrochen. Zum Zeitpunkt des Abbruchs belegte der FC Oberneuland den siebten Platz von insgesamt elf Teams der Südgruppe. In der Saison 2021/22 stieg der Verein in die Bremen-Liga ab.

## Platzierungen
| Saison    | Liga                                        | Platz               | Tore                | Punkte              |
| --------- | ------------------------------------------- | ------------------- | ------------------- | ------------------- |
| 1993/94   | Landesliga Bremen                           |                     |                     |                     |
| 1994/95   | Verbandsliga Bremen                         | 02.                 | 080:034             | 45-15               |
| 1995/96   | Verbandsliga Bremen                         | 01.                 | 065:021             | 70                  |
| 1996/97   | Oberliga Nord, Staffel Niedersachsen/Bremen | 04.                 | 057:057             | 48                  |
| 1997/98   | Oberliga Nord, Staffel Niedersachsen/Bremen | 03.                 | 059:038             | 56                  |
| 1998/99   | Oberliga Nord, Staffel Niedersachsen/Bremen | 03.                 | 049:032             | 55                  |
| 1999/2000 | Oberliga Nord, Staffel Niedersachsen/Bremen | 02.                 | 069:029             | 61                  |
| 2000/01   | Oberliga Nord, Staffel Niedersachsen/Bremen | 06.                 | 054:050             | 51                  |
| 2001/02   | Oberliga Nord, Staffel Niedersachsen/Bremen | 05.                 | 084:046             | 58                  |
| 2002/03   | Oberliga Nord, Staffel Niedersachsen/Bremen | 10.                 | 053:059             | 44                  |
| 2003/04   | Oberliga Nord, Staffel Niedersachsen/Bremen | 12.                 | 053:073             | 41                  |
| 2004/05   | Verbandsliga Bremen                         | 03.                 | 076:028             | 68                  |
| 2005/06   | Verbandsliga Bremen                         | 01.                 | 120:025             | 82                  |
| 2006/07   | Oberliga Nord                               | 03.                 | 059:044             | 59                  |
| 2007/08   | Oberliga Nord                               | 09.                 | 051:042             | 50                  |
| 2008/09   | Regionalliga Nord                           | 09.                 | 040:041             | 44                  |
| 2009/10   | Regionalliga Nord                           | 16.                 | 037:071             | 33                  |
| 2010/11   | Regionalliga Nord                           | 17.                 | 046:077             | 28                  |
| 2011/12   | Bremen-Liga                                 | 01.                 | 133:035             | 75                  |
| 2012/13   | Regionalliga Nord                           | 17. 1               | 000:000             | 0                   |
| 2013/14   | Landesliga Bremen                           | 16.                 | 030:169             | 05                  |
| 2014/15   | Bezirksliga Bremen                          | 01.                 | 165:044             | 95                  |
| 2015/16   | Landesliga Bremen                           | 01.                 | 112:037             | 78                  |
| 2016/17   | Bremen-Liga                                 | 06.                 | 066:057             | 43                  |
| 2017/18   | Bremen-Liga                                 | 02.                 | 095:029             | 70                  |
| 2018/19   | Bremen-Liga                                 | 02.                 | 139:018             | 84                  |
| 2019/20   | Bremen-Liga                                 | 01. 2               | 074:018             | 51                  |
| 2020/21   | Regionalliga Nord                           | Saison annulliert 3 | Saison annulliert 3 | Saison annulliert 3 |
| 2021/22   | Regionalliga Nord                           | 20.                 | 021:044             | 16                  |
| 2022/23   | Bremen-Liga                                 | 01.                 | 098:041             | 72                  |
| 2023/24   | Bremen-Liga                                 | 05.                 | 074:076             | 47                  |
| 2024/25   | Bremen-Liga                                 | 07.                 | 068:060             | 46                  |

## Teilnahmen am DFB-Pokal
Der FC Oberneuland nahm 1993, 2003 sowie von 2008 bis 2012 am DFB-Pokal teil. Er unterlag dabei 1993 dem Chemnitzer FC am 24. August mit 1:8 und dem 1. FC Köln am 30. August 2003 mit 2:5 n. V. Im DFB-Pokal 2008/09 erreichte der FC Oberneuland erstmals die 2. Runde, nachdem der Zweitligist TuS Koblenz im Elfmeterschießen mit 6:5 besiegt worden war. In Runde 2 musste das Team sich allerdings dem Bundesligisten und späteren Deutschen Meister VfL Wolfsburg mit 0:7 geschlagen geben. Nachdem sich der Verein erneut für die 1. Runde des DFB-Pokals 2009/10 qualifiziert hatte, traf der FC Oberneuland dort auf den Bundesligisten TSG 1899 Hoffenheim. Bis zur Pause konnte man ein 0:0 halten, ehe sich die TSG 1899 sicher mit 2:0 durchsetzte. Für die erste Hauptrunde des DFB-Pokals 2010/11 konnte sich der Verein ebenfalls qualifizieren und bekam den Bundesligisten SC Freiburg zugelost. Die Freiburger gewannen mit 1:0. Auch 2011/12 nahm der FC Oberneuland wieder am DFB-Pokal teil und empfing zur 1. Runde den FC Ingolstadt. Gegen den Zweitligisten musste sich der FCO mit 1:4 geschlagen geben.
Am 16. Juni 2012 konnte man sich durch einen 2:0-Erfolg gegen den Brinkumer SV für den DFB-Pokal 2012/13 qualifizieren, was zugleich die fünfte Teilnahme in Folge perfekt machte. Dort empfing der FCO in der 1. Hauptrunde im Bremer Weserstadion den Titelverteidiger Borussia Dortmund, dem er 0:3 unterlag. Diesem Spiel wohnten 19.325 Zuschauer bei. Nach fünf DFB-Pokal-Teilnahmen hintereinander riss diese Serie, als am 20. Mai 2013 das Finale im Landespokal mit 0:4 gegen die SG Aumund-Vegesack verloren wurde. Der bis dahin achte Titelgewinn im Landespokal von 2020 gegen den Blumenthaler SV bedeutete die Qualifizierung für die Teilnahme an der ersten Hauptrunde des DFB-Pokals 2020/21 mit dem Bundesligisten Borussia Mönchengladbach als Gegner. Das aufgrund der COVID-19-Pandemie in Mönchengladbach ausgetragene Spiel endete mit einem 8:0-Sieg des Bundesligisten. Die Teilnahme am DFB-Pokal 2023/24 endete in der ersten Runde mit einer 9:1-Niederlage gegen den 1. FC Nürnberg.

## Erfolge
- Meister der Verbandsliga Bremen: 1996 und 2006 bzw. der Bremen-Liga 2012 und 2020
- Bremer Pokalsieger: 2003, 2008, 2009, 2010, 2011, 2012, 2019, 2020, 2023

## Stadion und Sporthallen

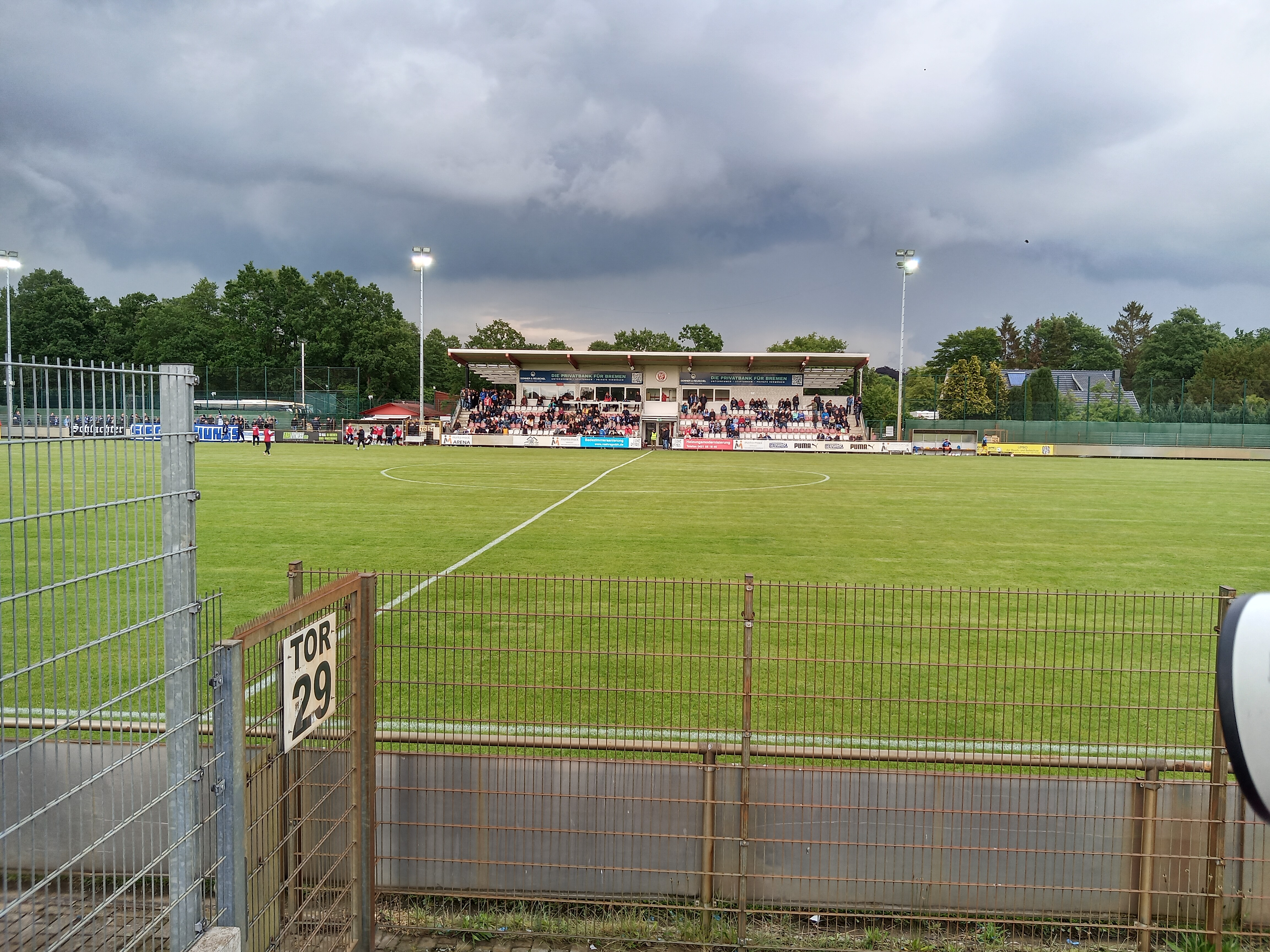
Blick auf die Haupttribüne der Marko-Mock-Arena

Der FC Oberneuland trägt seine Heimspiele in der Marko-Mock-Arena aus. Dieses besitzt einen Großfeldrasenplatz, einen großen und einen kleinen Kunstrasenplatz und ein Kleinfeld. Der Hauptplatz verfügt über zwei Tribünen mit Sitz- und Stehplätzen für 4.990 Zuschauer. Bevor im Jahr 2017 der Bremer Immobilienmakler Florian Wellmann Namenssponsor wurde, hieß das Stadion Sportpark am Vinnenweg. Seit dem 17. August 2020 ist die Marko Mock Consulting Namenssponsor des Stadions. Seit der Saison 2019/20 wird das Finale des Bremer Pokals in der Marko-Mock-Arena ausgetragen.
Die Basketball-Teams der FC Oberneuland Dragons trugen ihre Spiele im Schulzentrum der Curiestraße aus. 600 Zuschauern wird in der Halle Platz geboten. Trainingshallen für Basketballer der FC Oberneuland Dragons befanden sich in Bremen Borgfeld, Schulzentrum Rockwinkel (Uppe Angst) und in der Oberschule an der Kurt-Schumacher-Allee. Nachdem die männliche U14 Meister in der Bezirksliga geworden war und die Basketballer geschlossen zu Bremen 1860 gewechselt waren, gibt es seit 1. April 2011 die Basketball-Sparte beim FCO nicht mehr.

## Persönlichkeiten
- Madjid Albry
- Kevin Artmann
- Francis Banecki
- Karim Bellarabi
- Uli Borowka
- Mourad Bounoua
- Julian Brandt
- Ralf Bulang
- Mamadou Diabang
- Aílton
- André Hahn
- Uwe Harttgen
- Deniz Kadah
- César M’Boma
- Patrick Mouaya
- Sören Seidel
- Francky Sembolo
- Reinhold Tattermusch
- Jörn Wemmer
- Serhan Zengin